# Abbé

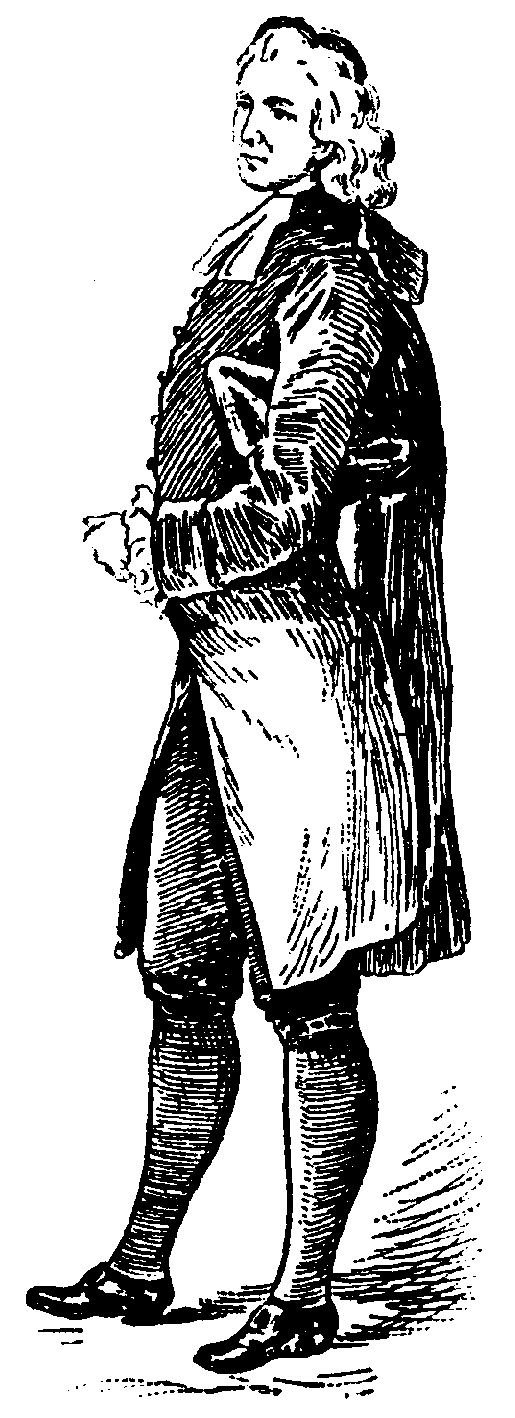
Abbé uit de 18e eeuw.

Een abbé, Frans voor abt en ontleend aan het Oudgriekse woord ἀββᾶς (Latijn: abbas) dat "vader" betekent, is een vrij algemene titel voor katholieke Franse geestelijken. In het Italiaans heten deze "abate". Een geestelijke met een parochie heet een curé. 
De titel wordt al sinds de zesde eeuw gebruikt en duidt leden van de clerus mét of zonder wijdingen aan. Ook wie alleen lagere wijdingen en geen priesterwijding had ontvangen en lagere geloften had afgelegd, mocht zich abbé noemen. Franz Liszt is daarvan een voorbeeld.
Frans I van Frankrijk was met Paus Leo X overeengekomen dat de Franse koning niet minder dan 225 abten in evenzovele kloosters mocht benoemen. Deze sinecures waren een middel in de koninklijke protectie.
Een abbé, die lang niet altijd over zo'n sinecure beschikte en vaak geen abt werd, was herkenbaar aan zijn zwarte of donkerviolette kleding met bef en pagekapsel.
Veel abbés waren huisleraar, wetenschapper of diplomaat. Abbé Atto Melani is daarvan een voorbeeld. Beroemd werd Abbé Pierre, een Franse pastoor die actief was in de Résistance en later de Parijse daklozen hielp.  